# Hotel

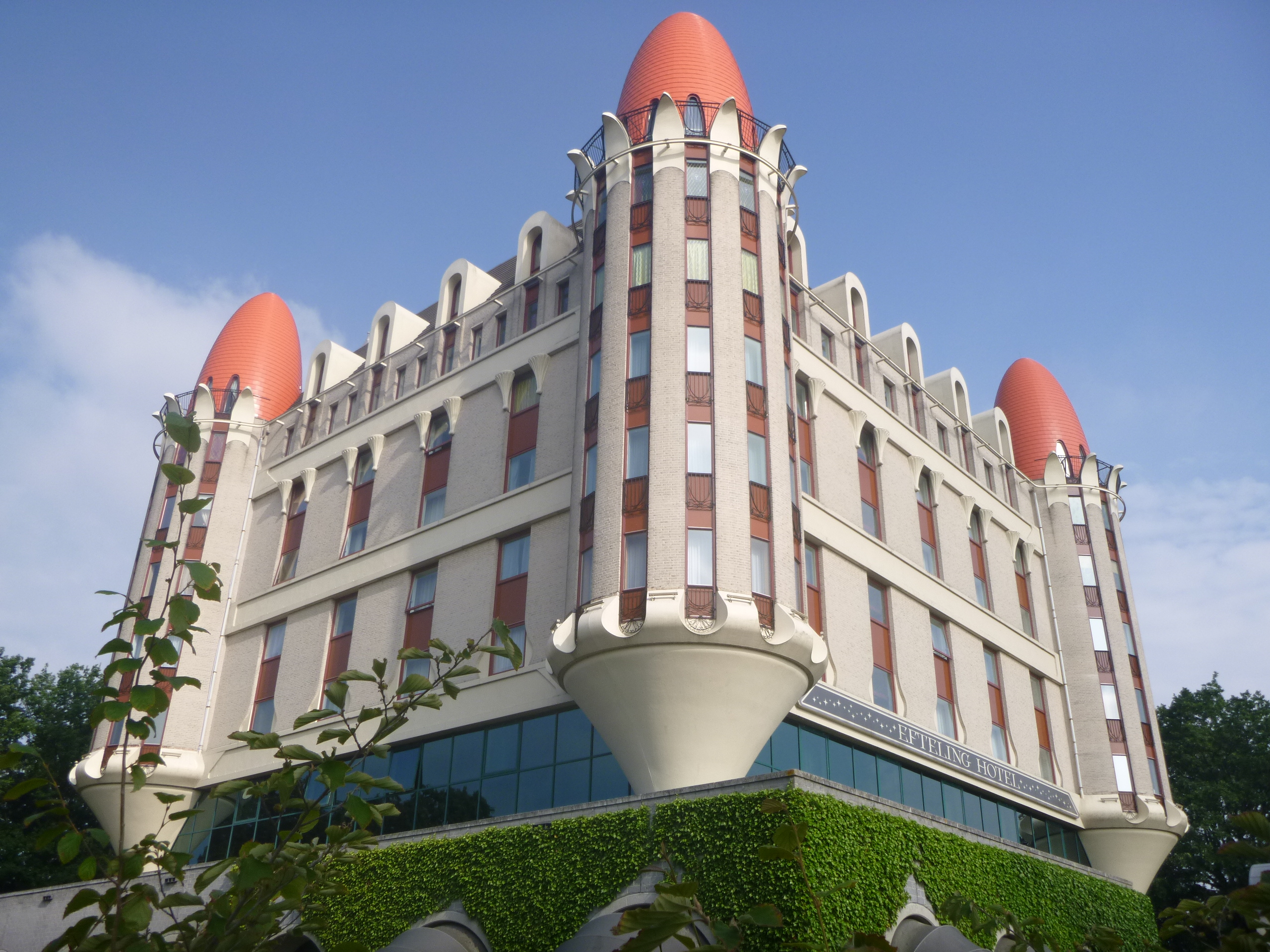
Efteling Wonder Hotel, een hotel gerelateerd aan het gelijknamige attractiepark in het Noord-Brabantse dorp Kaatsheuvel

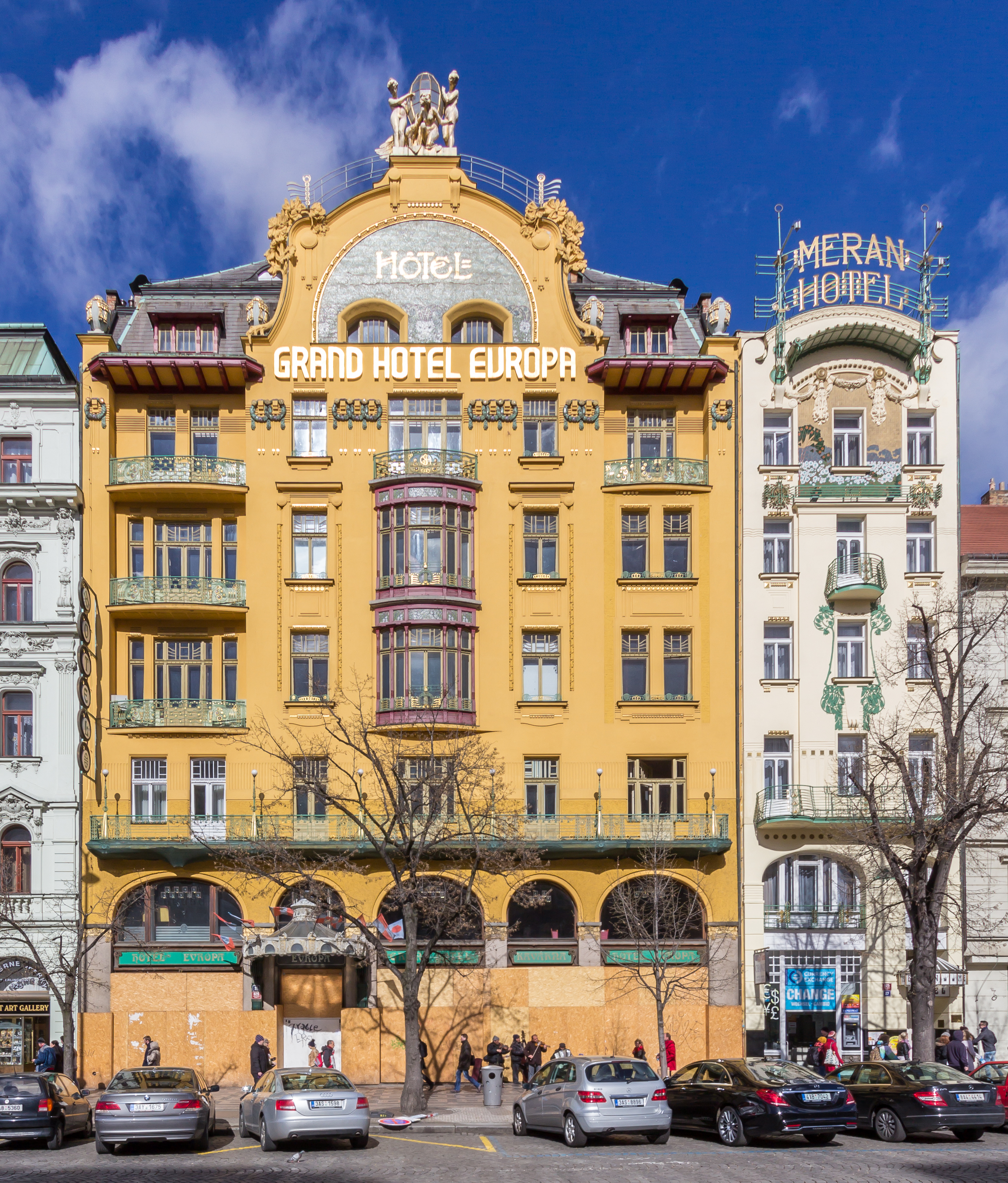
Grand Hotel Europa en Meran Hotel op Václavské náměstí (Wenceslausplein), Praag, 2015.

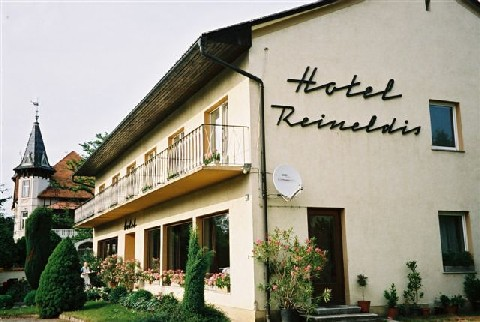
Hotel Reineldis in Mureck, Stiermarken, Oostenrijk, 2003.

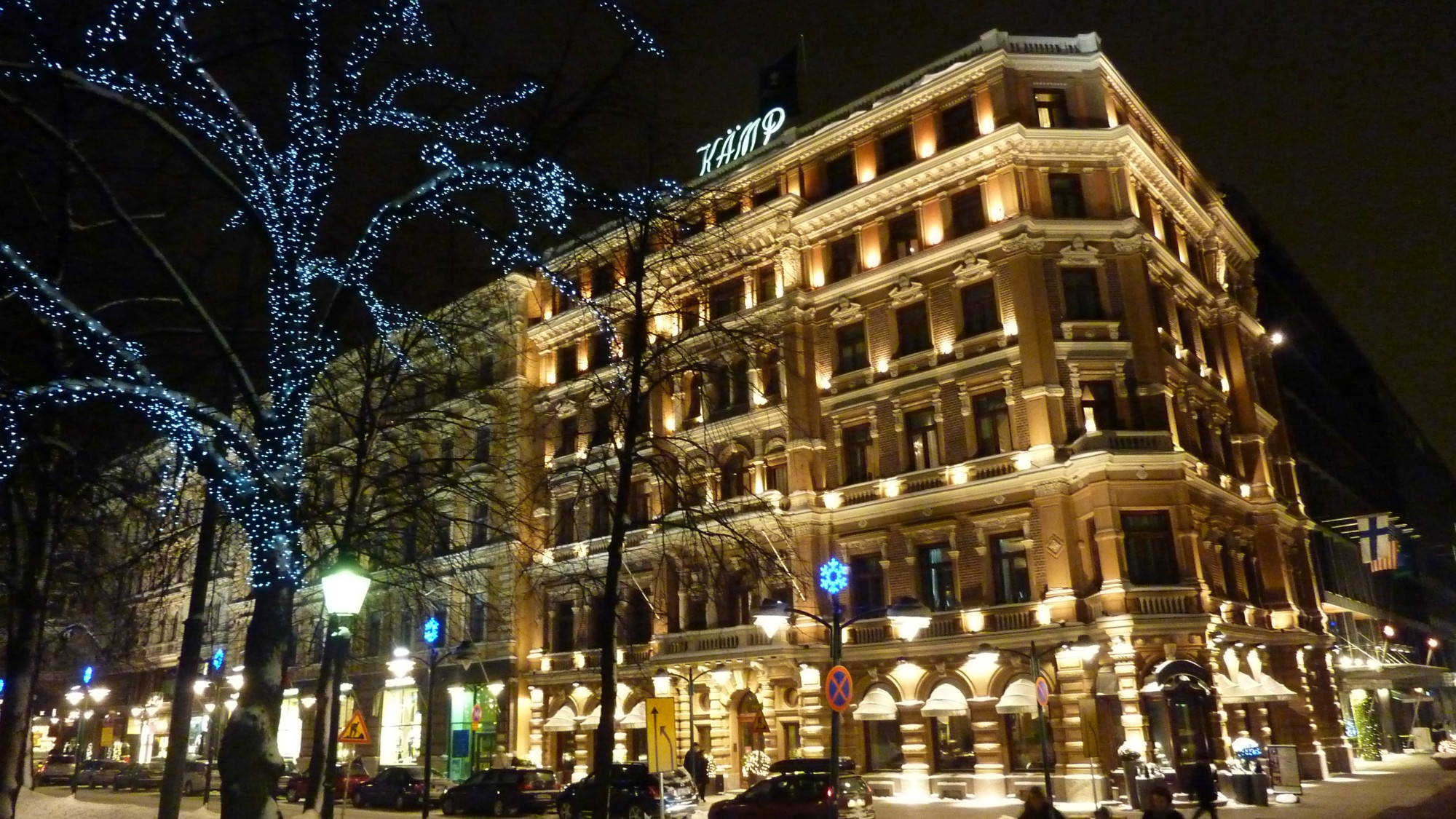
Hotel Kämp in Helsinki, Finland

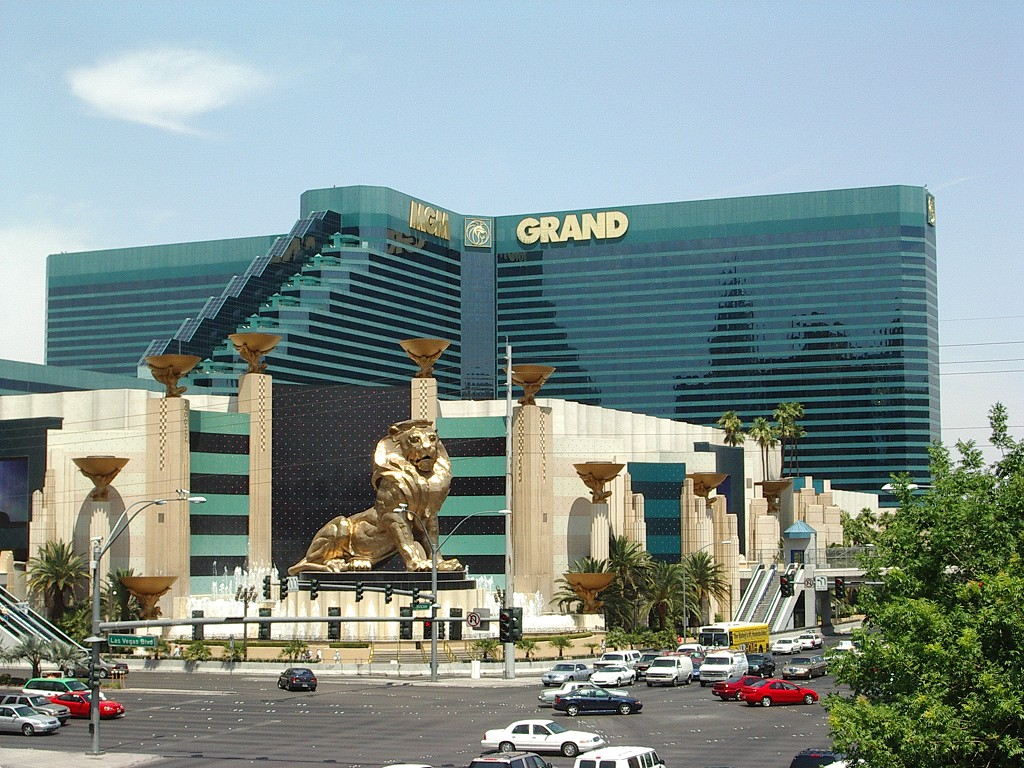
Hotel en casino MGM Grand met sfinx in Las Vegas, 2003

Officieel Duits verkeersbord sinds 1978 waarmee langs doorgaande wegen een hotel of motel wordt aangekondigd, 2017.

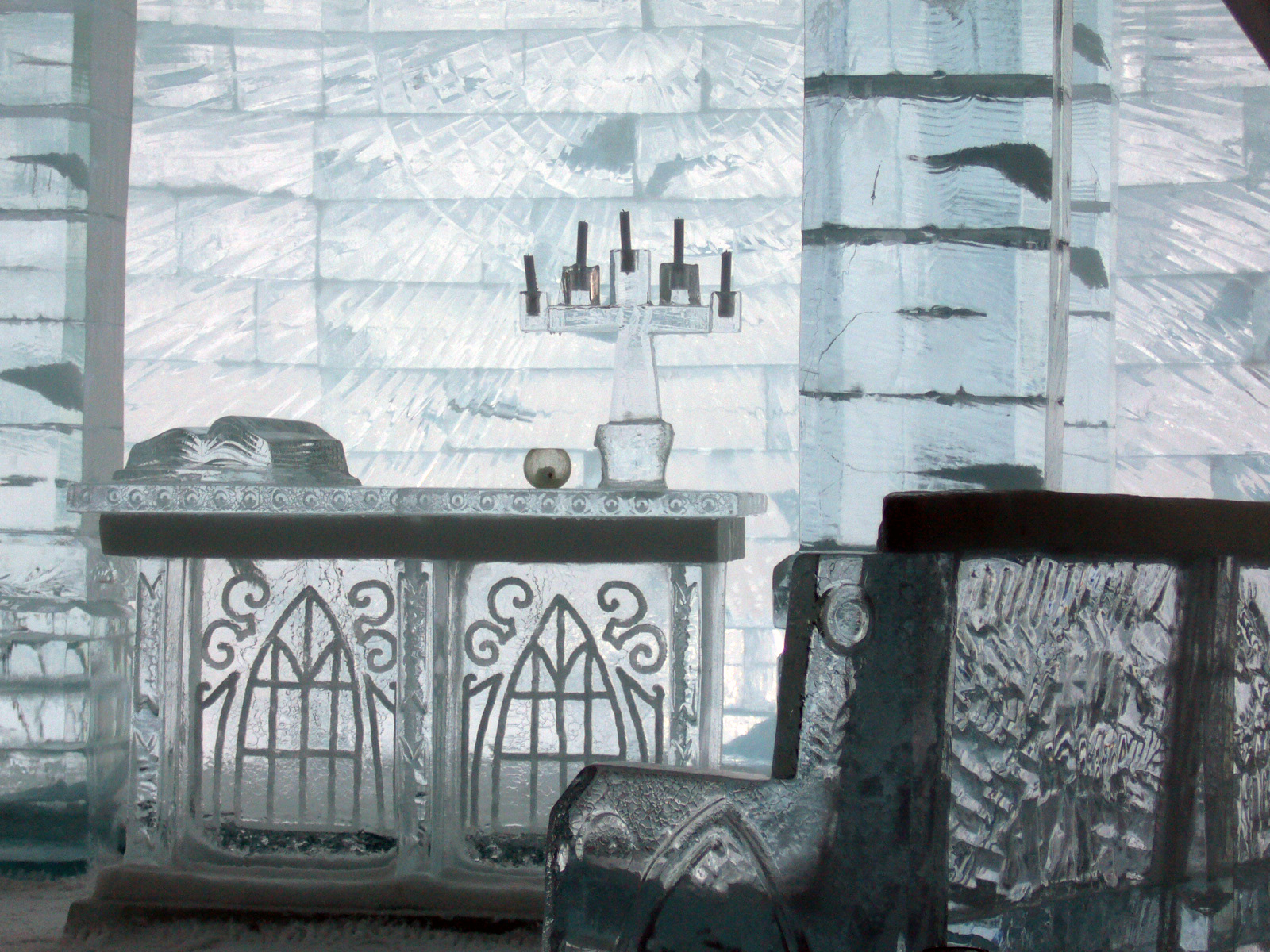
Kapel in een ijshotel bij de Canadese stad Quebec, 2006

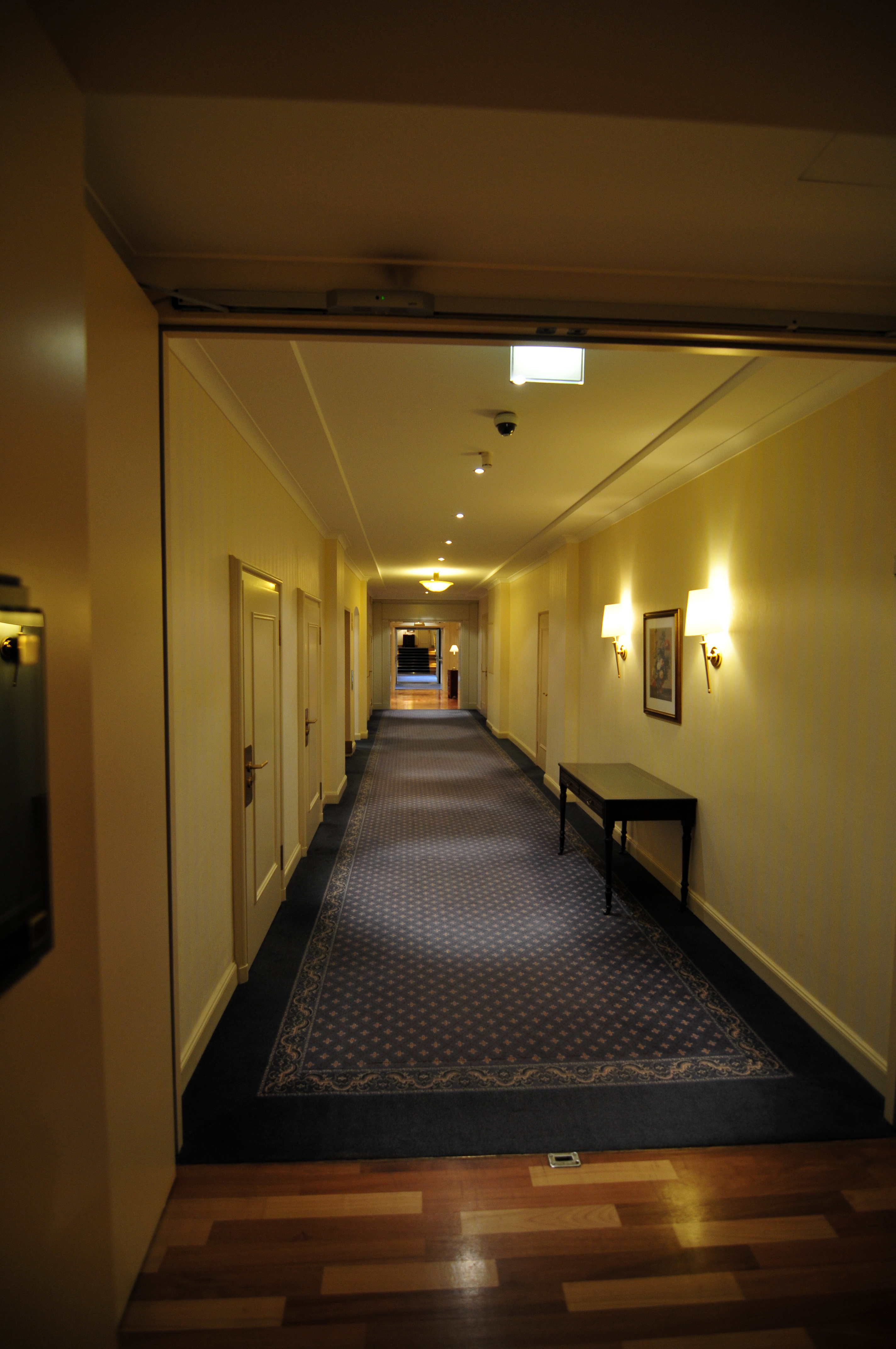
Gang naar de kamers van Hotel Nassauer Hof, Wiesbaden, Duitsland, 2013.

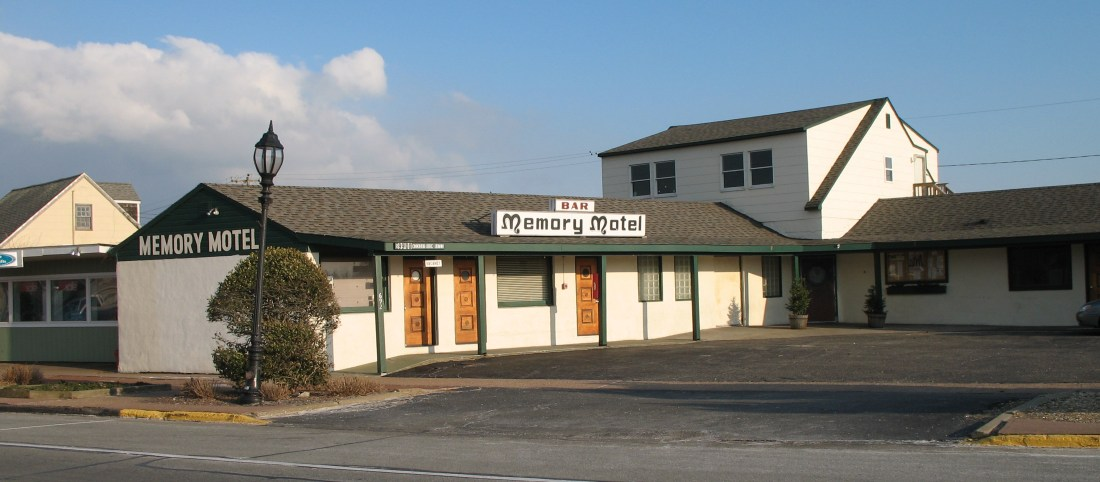
Memory Motel in Montauk, staat New York, Verenigde Staten, 2007

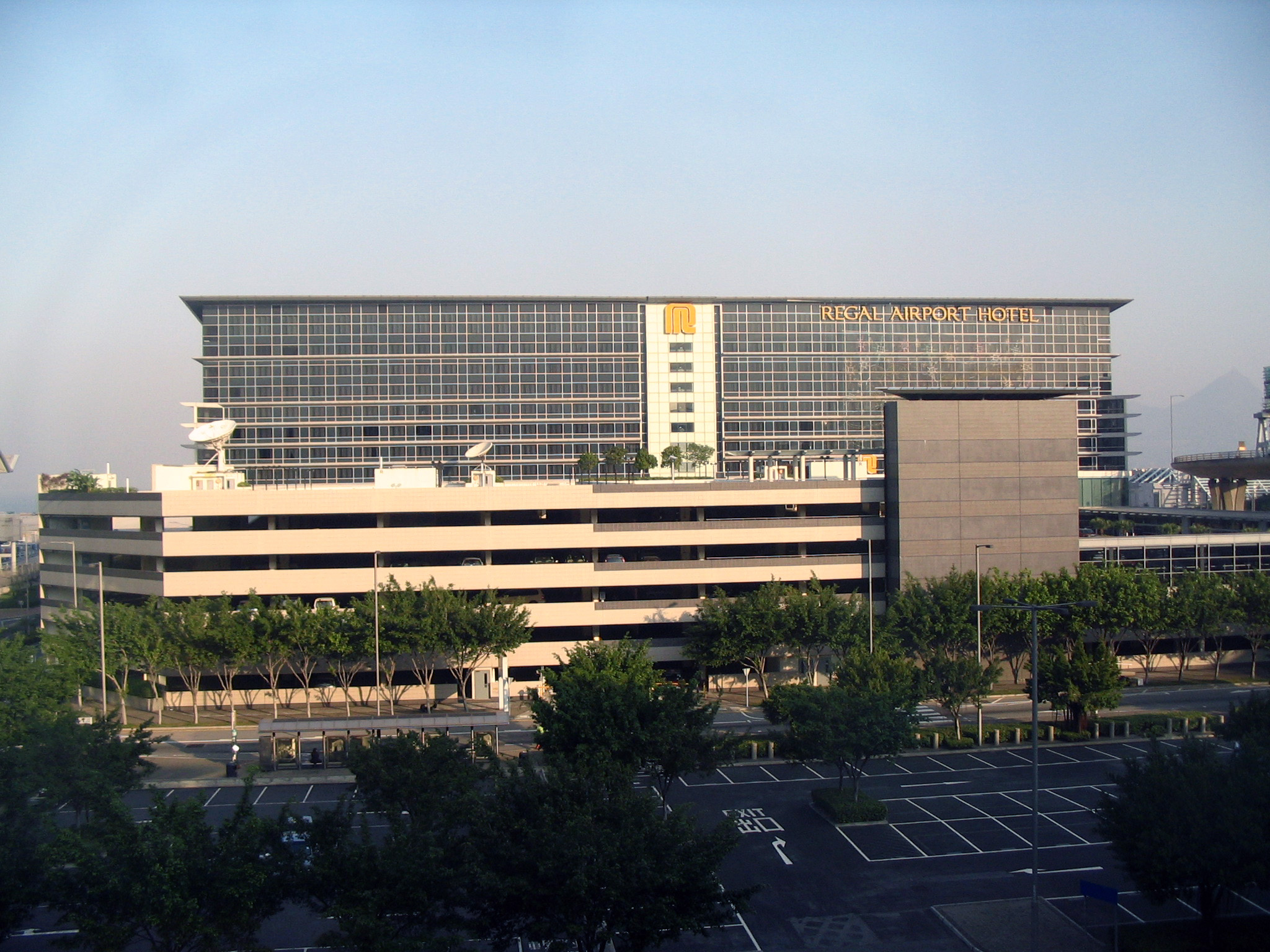
Regal Airport Hotel Internationale luchthaven Hongkong, 2006

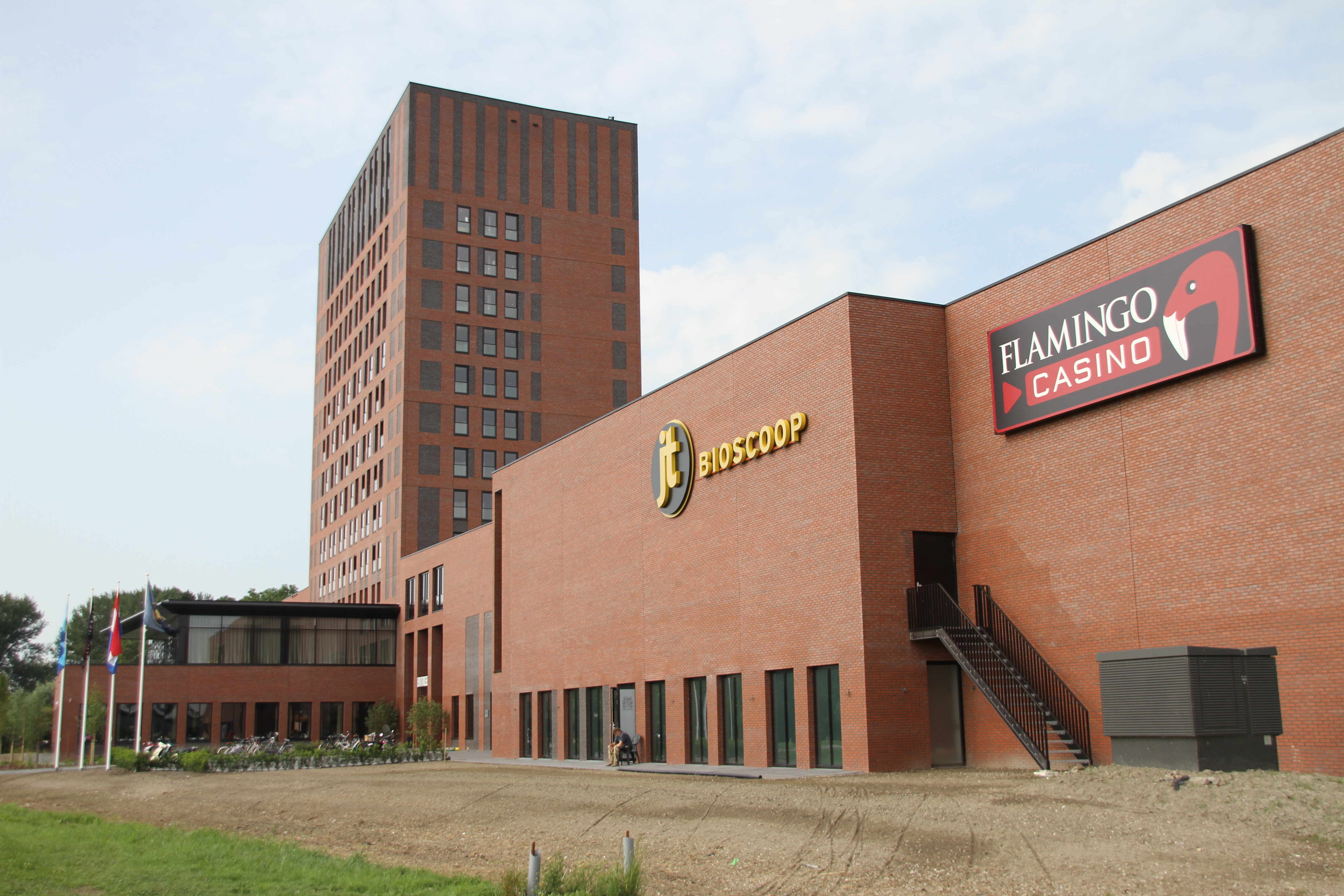
Van der Valk Hotel met JT Bioscoop en Flamingo Casino in Hoorn, 2014.

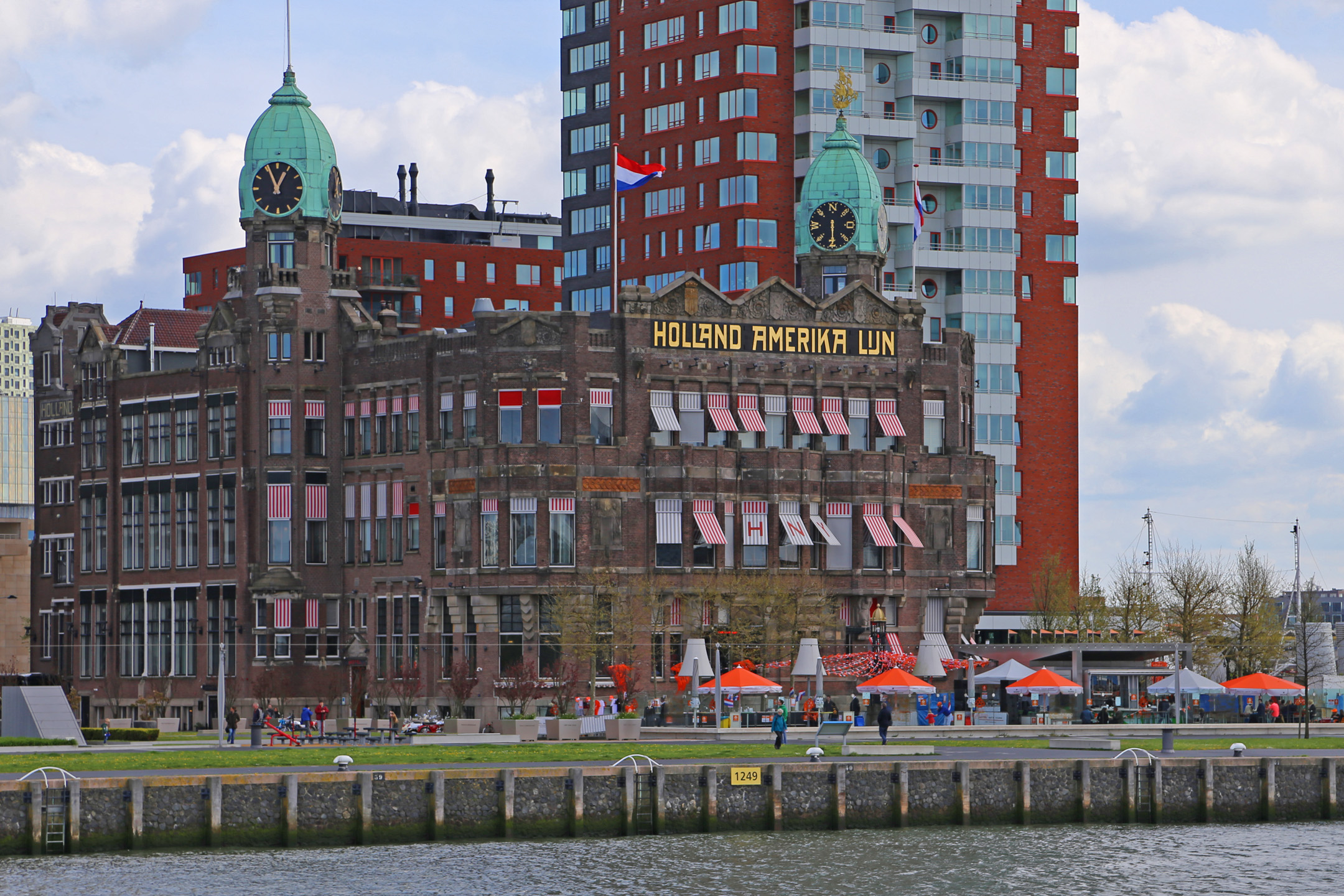
Hotel New York aan de Nieuwe Maas in Rotterdam in het oude kantoor van de Holland-Amerika Lijn, 2015.

Een hotel is een dienstverlenend bedrijf waar iemand tegen betaling kan overnachten of onderdak vinden (Oudfrans hostel (later hôtel), woonhuis en herberg, verbasterd uit het Latijn hospitalis, gastvrij van hospes, gastheer). In tegenstelling tot gelegenheden  voor logies en ontbijt (Bed&Breakfast, B&B) hebben hotels voorzieningen voor tientallen tot duizenden gasten. Jeugdherbergen worden over het algemeen niet als hotels aangemerkt, vanwege de mogelijkheid tot het delen van kamers met onbekenden en een daaruit volgend gebrek aan privacy.
In en nabij stadscentra van grotere steden zijn veel hotels te vinden, met name in de buurt van grote treinstations en vliegvelden. Veel kleinere plaatsen beschikken over een of meer hotels en vooral voor doorgaande reizigers bestaan accommodaties rond auto(snel)wegen. Ook zijn hotels vaak te vinden in en rond grote attractieparken, zodat het voor bezoekers mogelijk is om deze parken meerdere dagen achter elkaar kunnen bezoeken. Ze ontvangen hiervoor bij hun boeking een meerdaags entreebewijs voor het park.

## Kamer
Elk hotel heeft tweepersoonskamers en soms ook eenpersoonskamers. Soms kan in de tweepersoonskamers een derde bed worden bijgeplaatst. Een kamer is in het algemeen voorzien van:
- badkamer met douche (of veelal ook een bad) en toilet
- telefoon (voor gesprekken moet betaald worden)
- televisie
- gratis Wi-Fi
- kluisje voor diefstalgevoelige eigendommen
- minibar en/of een koelkast.

Een hotel heeft vaak een eigen parkeergelegenheid voor auto's en fietsen.
Veel, vooral grotere, hotels beschikken ook over een (inpandig) zwembad en een fitnessruimte.

## Sleutel
In sommige hotels krijgt de gast nog een sleutel van de kamerdeur met een grote sleutelhanger, waardoor niet gemakkelijk vergeten wordt om de sleutel bij vertrek in te leveren. Op de sleutelhanger staat dan het nummer van de geboekte kamer.
Hotels gebruiken steeds meer een chipkaartje of een cijfercode in plaats van een sleutel. Het kaartje of de code wordt bij vertrek automatisch ongeldig, zodat het geen bezwaar is als het kaartje niet wordt ingeleverd. Hetzelfde kaartje wordt in de kamer in een schakelaar (kastje) gestoken waarmee de elektriciteit geactiveerd wordt. De gast kan zo niet het licht laten branden of anderszins elektriciteit verspillen bij vertrek. Ook zijn er hotels waarbij de kamerdeur met behulp van de app van het hotel of het park waarbij het hoort kan worden geopend. Hiervoor ontvangt men bij de boeking een "Digitale sleutel" in de app. De deur wordt dan geopend door deze voor een scanner te houden.
Er bestaan zogenaamde zelfbedieningshotels. De gast betaalt bij de buitendeur met een creditcard en krijgt een cijfercode voor zowel de buiten- als de kamerdeur.

## Soorten
Hotels kunnen worden ingedeeld volgens een hotelclassificatie aangegeven in sterren.
Verder kunnen hotels onder meer als volgt worden ingedeeld:
- Appartementenhotel/Aparthotel: een aparthotel of appartementenhotel heeft dezelfde voorzieningen als een gewoon hotel, maar bestaat uit appartementen in plaats van kamers. Hier is het ook mogelijk om in plaats van in het restaurant de maaltijden in het eigen appartement klaar te maken en te nuttigen.
- Budgethotel:  relatief goedkope accommodaties met beperkte voorzieningen, soms zijn dit vestigingen van hotelketens.
- Boetiekhotel: vaak relatief klein bedrijf met een inrichting in een aparte stijl.
- Botel: een hotel op een stilliggende boot.
- Capsulehotel: een vooral Japans hoteltype met overnachting in een capsule.
- Homohotel: speciaal gericht op homoseksuele gasten.
- Hotel-restaurant: een bedrijf, gebouwd en ingericht voor het verstrekken van logies met een restaurant. Menu-, spijs-, wijn- en drankenkaart dienen aanwezig te zijn. Men kan in het hotel-restaurant dineren zonder er te overnachten. Hotel-restaurants kunnen ook over een afzonderlijk café beschikken, dan kan gesproken worden van Hotel-café-restaurant.
- Ketenhotel: niet een op zichzelf staand bedrijf, maar een vestiging van een onderneming met meer hotels, die min of meer zijn geüniformiseerd. Ook ketenhotels kunnen over een afzonderlijk restaurant en/of café beschikken.
- Kuurhotel: een kuuroord waar overnacht kan worden.
- Motel: vooral verouderde naam voor een hotel langs de kant van de weg (motor-hotel) voor doorreizende reizigers voor één nacht met weinig vertier.
- Parkfly of Park-fly hotel: bij een parkfly hotel kunnen gasten hun auto parkeren, waarna zij per busje (shuttle) van en naar een naburige luchthaven gebracht worden. Bij terugkomst kan de auto dan hier weer worden opgehaald. Soms gaat het om vestigingen van hotelketens. Deze hotels zijn ideaal voor reizigers die vroeg op de luchthaven moeten zijn.
- Pension: een eenvoudig soort hotel, vaak alleen met ontbijt
- Resort hotel: accommodatie met alle faciliteiten van een regulier hotel, met daarbovenop recreatieve activiteiten. Vaak zijn ze gelegen in berggebieden, natuurparken of langs kusten.
- Theaterhotel: zoals het TheaterHotel De Oranjerie en Theaterhotel Almelo
- Verblijfshotel: een hotel bij een bezienswaardigheid (bijvoorbeeld een strand) met veel infrastructuur voor de vrijetijd (bijvoorbeeld een zwembad, sauna, attractiepark of tennisbaan). Men verblijft er vaak voor een lang weekend, een week of meerdere weken.
- Vrouwenhotel: hier zijn in principe alleen vrouwen als gast welkom.
- Zakenhotel of Business hotel voor de zakelijke reiziger, met bijvoorbeeld vergaderzalen. Er bestaan hotels bij volledige vergader- of conferentiecentra en congrescentra.
- Zorghotel/herstellingsoord: hotel met zorg.

### Soort verblijf
Wie in een hotel verblijft, kan over het algemeen kiezen uit
- alléén een overnachting (logies),
- een overnachting met ontbijt (logies en ontbijt),
- een overnachting met ontbijt en diner (halfpension),
- een overnachting met ontbijt, lunch en diner (volpension) of
- een overnachting met ontbijt, lunch, diner, drankjes en aanvullende faciliteiten (all-inclusive).

Zeker in vakantieplaatsen zijn all-inclusive resorts gewild.

## Situatie in Nederland
In Nederland zijn ruim 2900 bedrijven die logies bieden, waarvan circa 2200 geclassificeerde hotels (met sterren), variërend van hostels voor rugzaktoeristen tot luxe 5-sterren hotels. Daarnaast is er een groot aantal logiesverstrekkende bedrijven in de verblijfsrecreatie.
Om de consument enig houvast te bieden en te beschermen is de aanduiding 'hotel' wettelijk beschermd en voorbehouden aan logiesverstrekkers die ten minste zijn ingedeeld in categorie 1-ster van de Nederlandse Hotel Classificatie. De ANWB geeft tevens een sterrenaanduiding bij een jaarlijks bezoek aan het betreffende hotel.
Andere aanduidingen voor accommodaties, zoals pension, hostellerie, auberge, botel en chateau zijn niet beschermd en daarmee vrij te gebruiken.
Het grootste hotel in Nederland is het Ibis Amsterdam Airport met 644 kamers.

### Bekende hotels in Nederland
- Amstel Hotel, Amsterdam
- Hotel Des Indes, Den Haag
- Hotel De Wereld, Wageningen
- Hotel De Bilderberg, Oosterbeek/Arnhem
- Hilton Amsterdam Hotel, Amsterdam
- Ibis Amsterdam Airport
- Huis ter Duin, Noordwijk
- NH Grand Hotel Krasnapolsky, Amsterdam
- Kurhaus, Scheveningen (Den Haag)
- Hotel New York, Rotterdam
- Hotel Pulitzer, Amsterdam
- Okura Hotel, Amsterdam

Zie verder Categorie:Hotel in Nederland

### Bekende hotelketens en hotelketengroepen in Nederland
- Bastion Hotels
- Bilderberg
- Fletcher Hotels
- Golden Tulip
- Marriott International
- NH Hoteles
- Van der Valk Hotels
- Accor Hotels (Groep)
- Hilton Worldwide (Groep)
- InterContinental Hotels Group

## Afbeeldingen

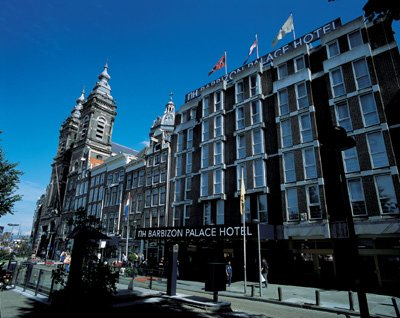
Barbizon Palace Hotel, Amsterdam, 2008.
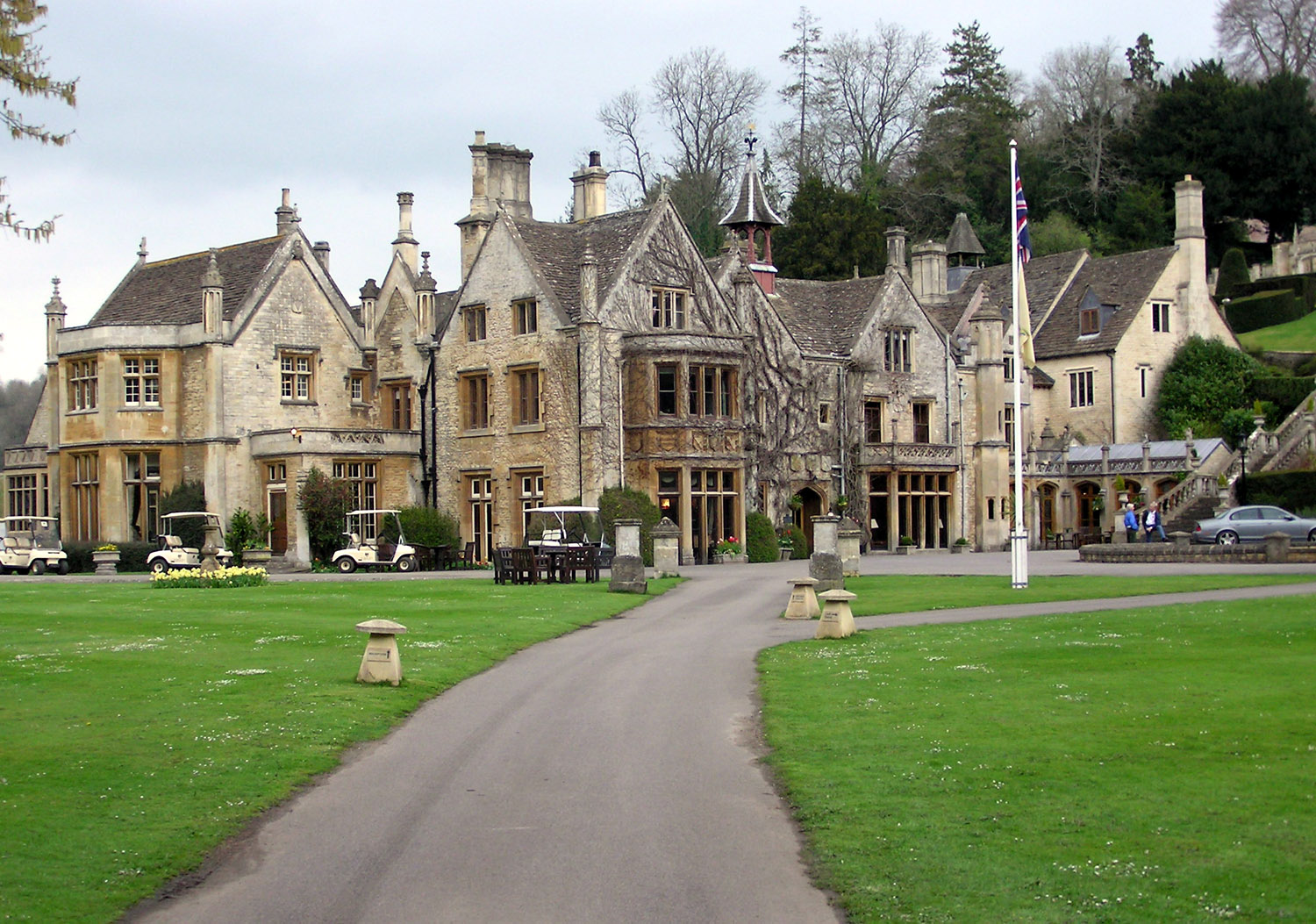
The Manor House Hotel in Castle Combe, Verenigd Koninkrijk, 2004
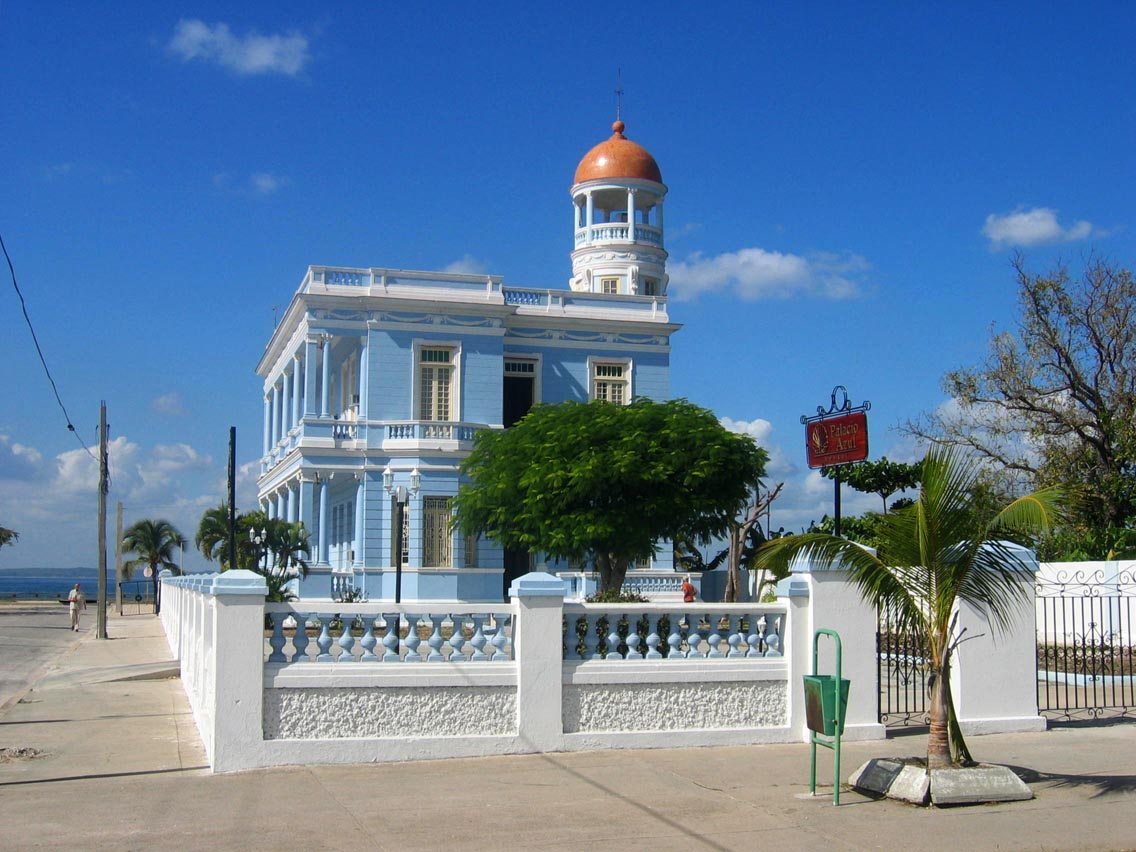
Een staatshotel in Cienfuegos, Cuba, 2004
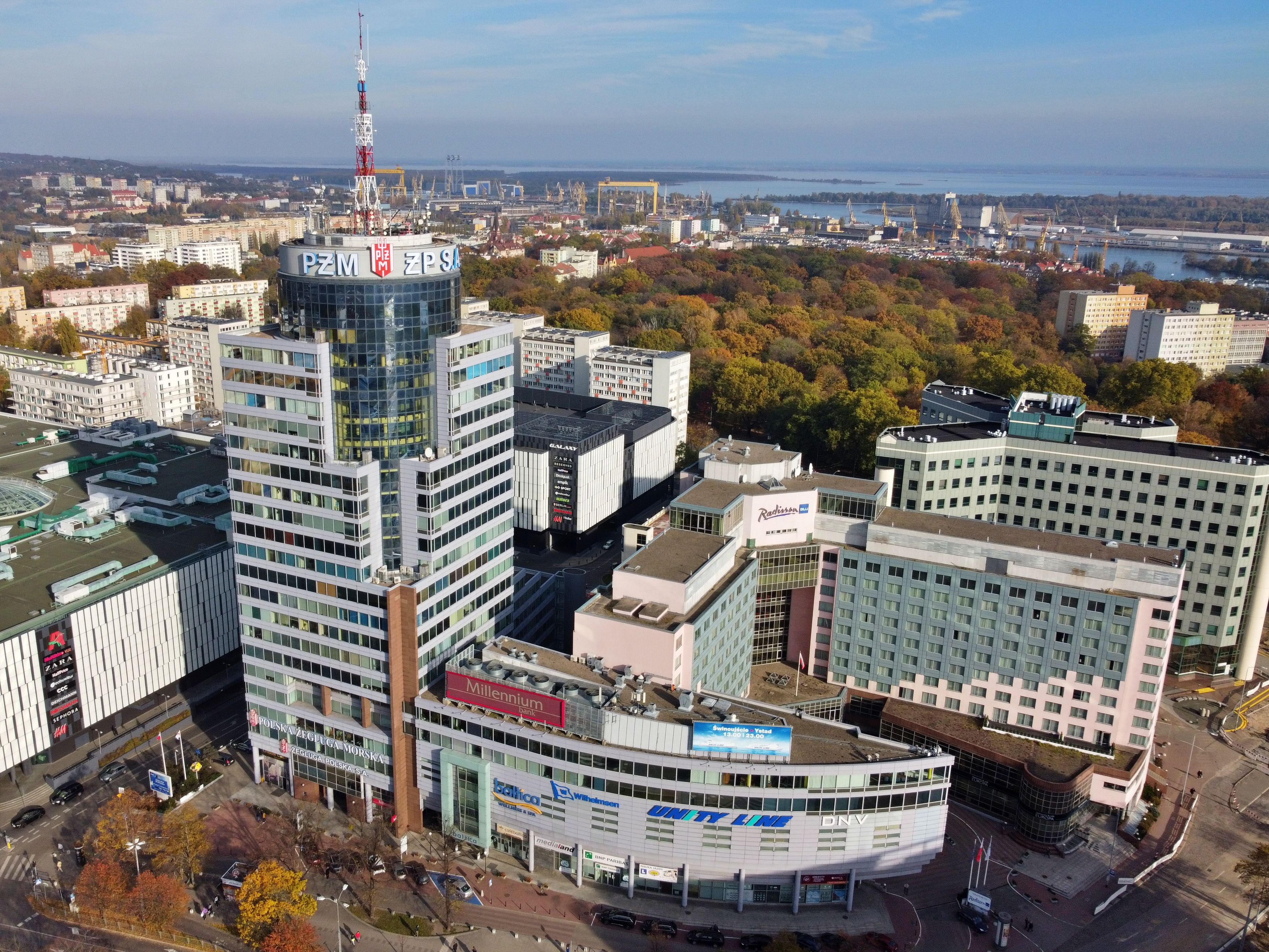
Radisson Blu Hotel in de PAZIM wolkenkrabber, Szczecin, Polen
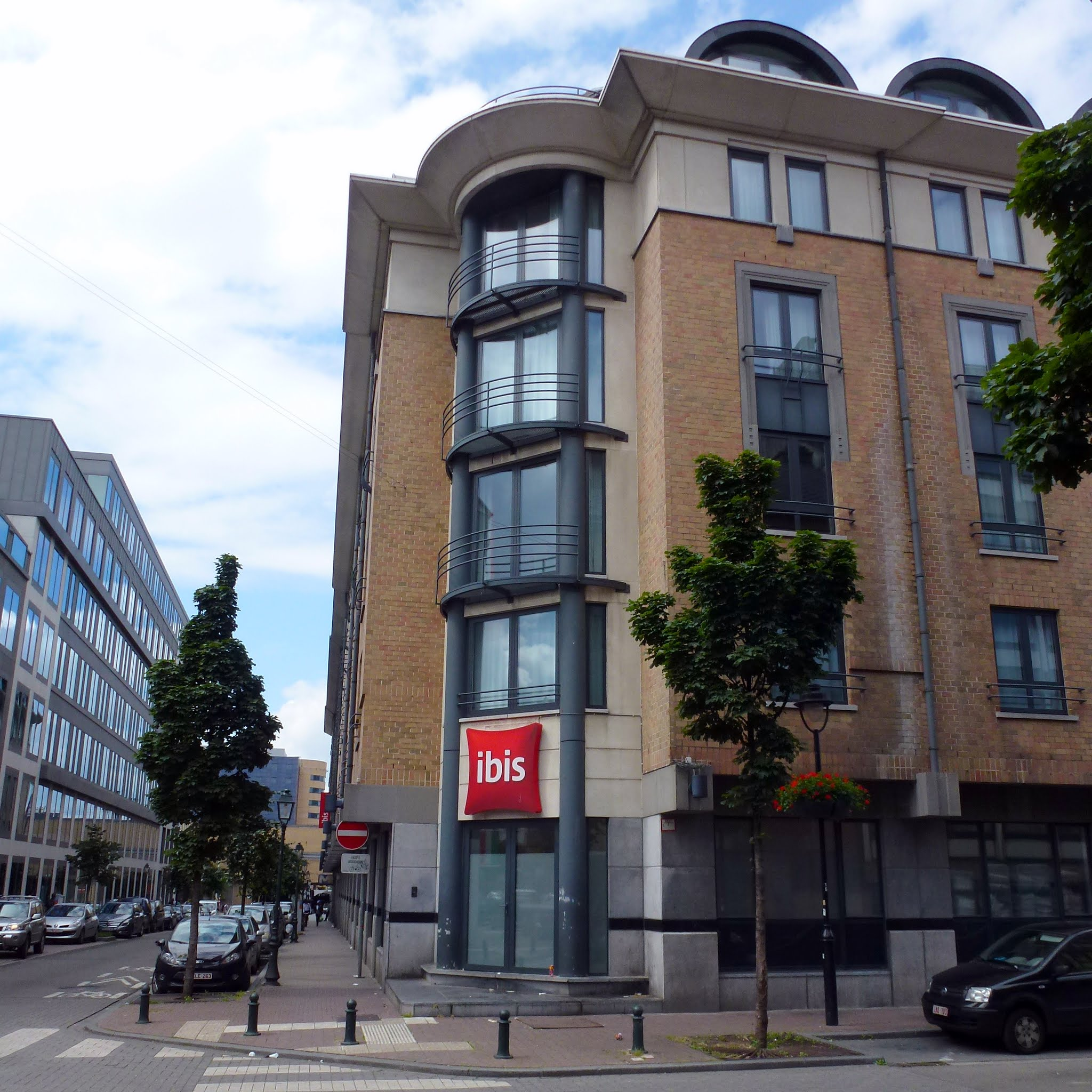
Hotel ibis, Brussel, 2012
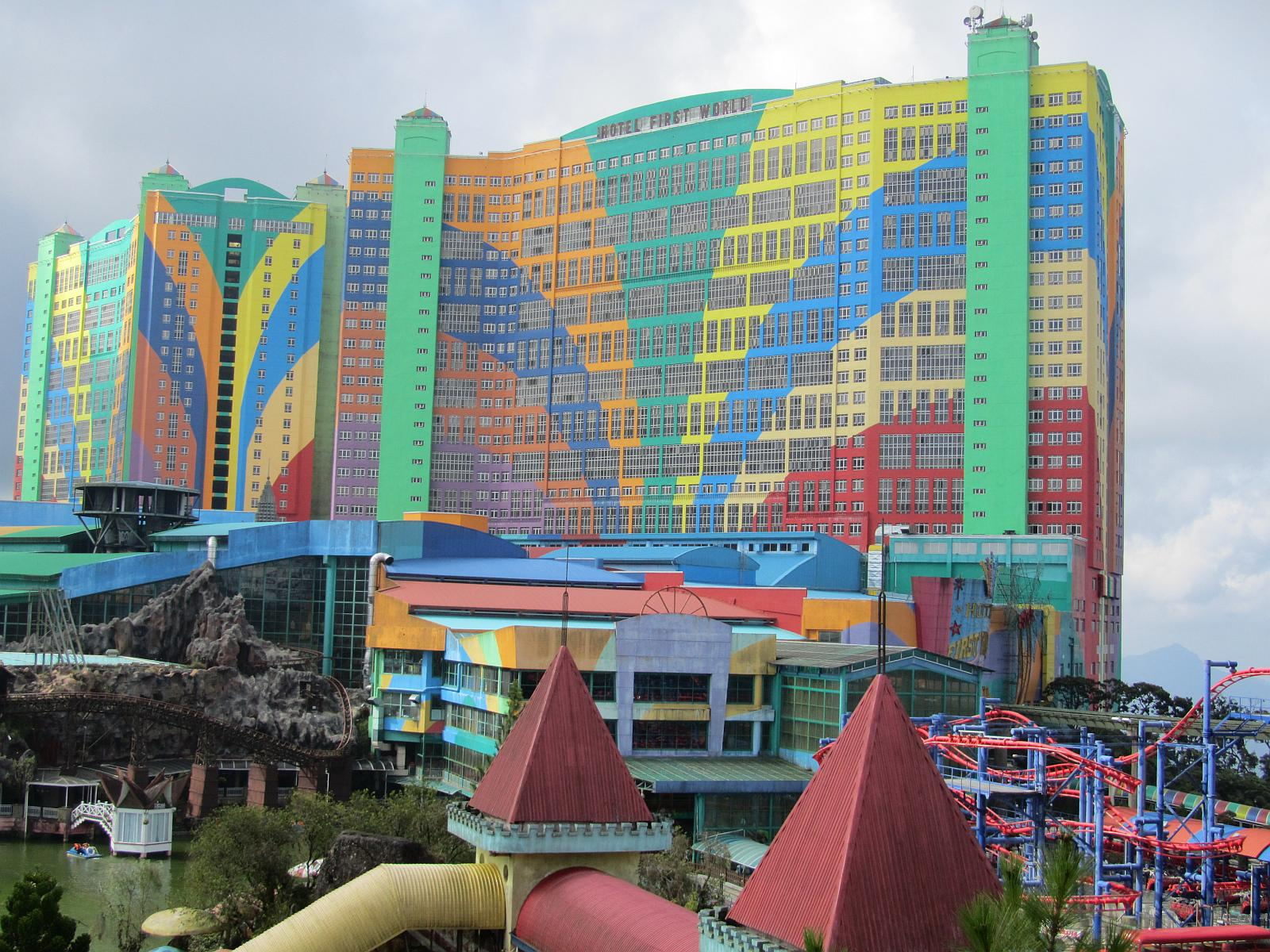
First World Hotel - Theme Park Hotel, Genting Highlands, Maleisië, 2010
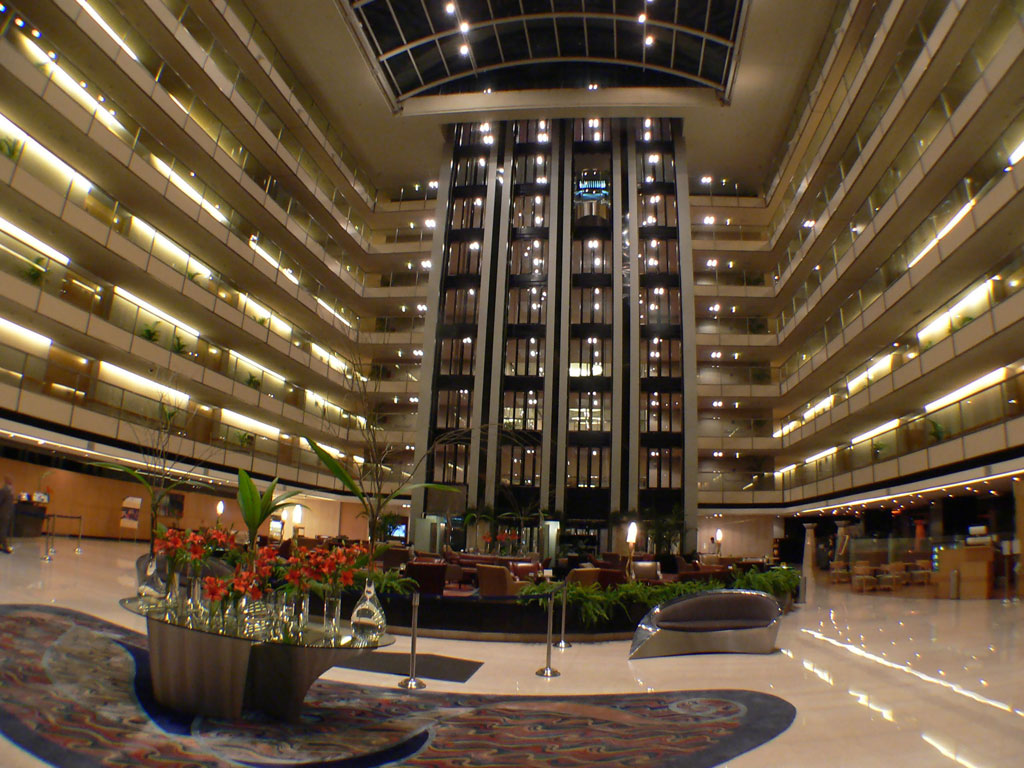
Hal van het Hilton Hotel, Buenos Aires, Argentinië, 2007
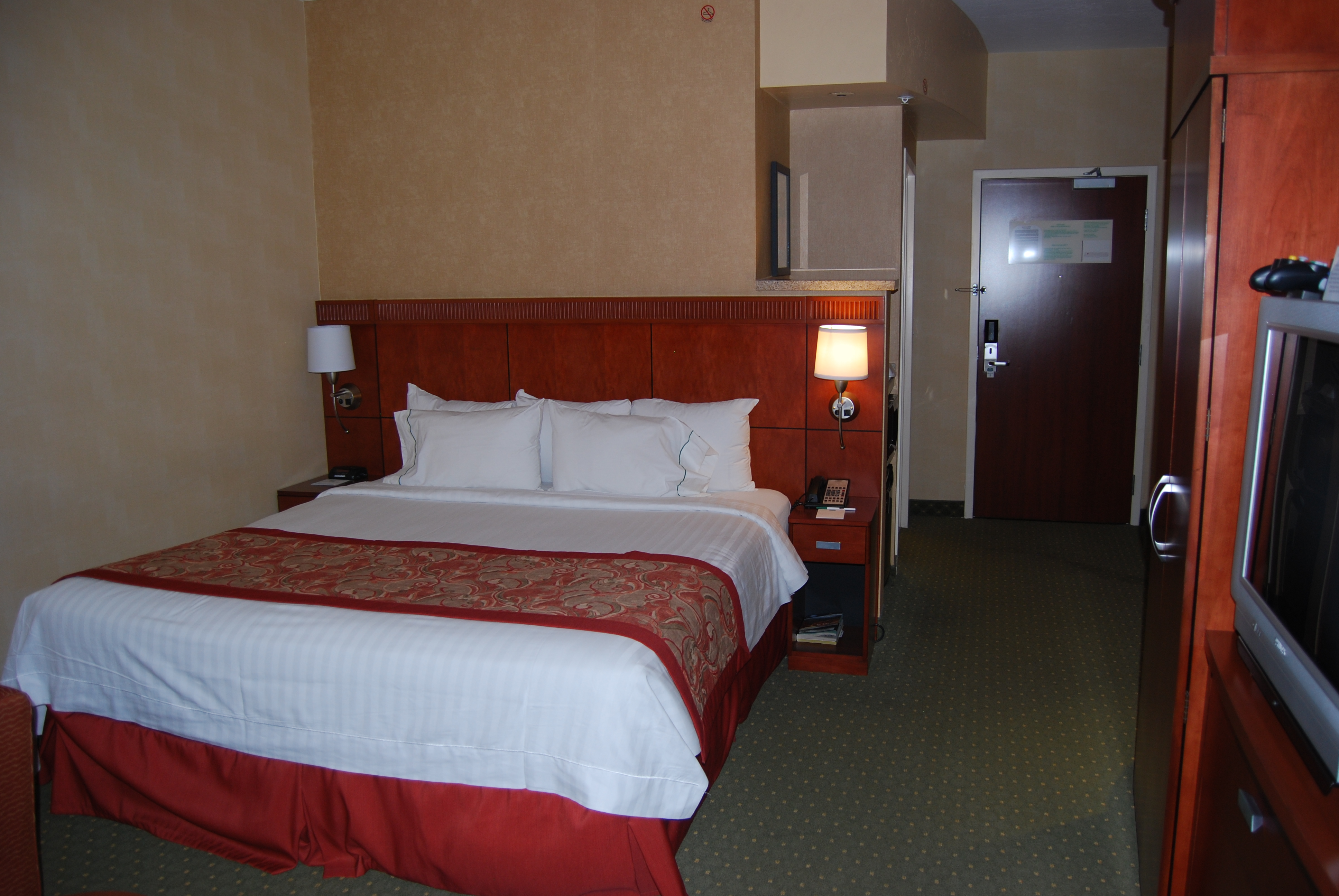
Kamer van het Courtyard St. George hotel van de Marriot hotelketen, St. George, Utah, Verenigde Staten, 2008
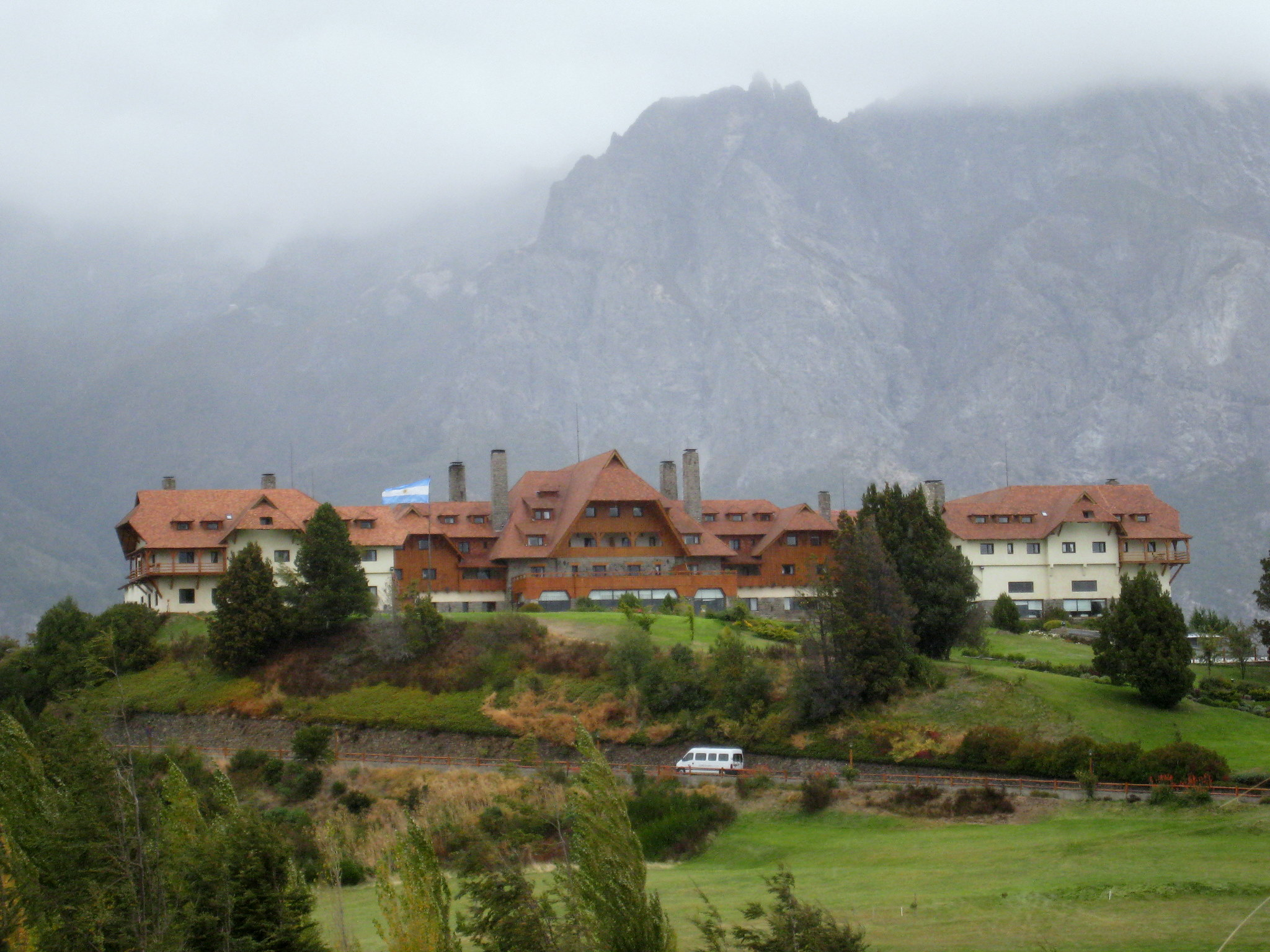
Hotel Llao Llao, Bariloche, Argentinië

## Trivia
- Het woord "hotel" wordt gebruikt in het internationale spellingsalfabet voor de letter "H".
- Het noordelijkst gelegen hotel is het Noordpool Hotel in Ny-Ålesund op Spitsbergen. Het ligt op 78,55 graden noorderbreedte, op circa duizend km van de Noordpool.
- Het oudste hotel ter wereld is het Nishiyama Onsen Keiunkan in Japan. Het hotel stamt uit het jaar 705 en wordt sindsdien nog steeds door dezelfde familie geëxploiteerd. Het werd door het Guinness Book of Records in 2011 uitgeroepen tot het oudste hotel ter wereld.